# This Ain’t Nurse Jackie XXX
This Ain’t Nurse Jackie XXX ist eine amerikanische Porno-Parodie auf die TV-Serie Nurse Jackie.

## Handlung
Krankenschwester Jackie arbeitet in einem Krankenhaus. Als Gloria, die Krankenhausverwalterin, Jackies Sammlung von Sexspielzeugen entdeckt, eilt sie zum nächsten Untersuchungsraum und setzt sich in einen Gynäkologenstuhl und befriedigt sich selbst. Eleanor beschließt, ein bisschen sexuellen Spaß mit einem Patienten zu haben. Kurt Strongbow leidet unter Kavaliersschmerzen und Eleanor hilft ihm bei der Heilung. Zoey taucht unerwartet in Kevins Bar auf. Sie ist dort auf einer Mission, um ihn zu verführen. Da sich alle anderen im Krankenhaus amüsieren, entscheidet Dr. Cooper, dass er an der Reihe ist: Er untersucht eine heiße Patientin. Mit klarem Gewissen erliegt Schwester Jackie schließlich ihrer Sucht: Sie trifft Eddie in der Umkleidekabine.

## Nominierungen
- Für ihre schauspielerischen Leistungen im Film wurde Lily LaBeau im Jahr 2013 bei den XBIZ Awards in der Kategorie "Best Actress - Parody Release" nominiert. Ebenso gab es eine Nominierung in der Kategorie: Parody Release Comedy.